# 7837 Mutsumi
7837 Mutsumi eller 1993 TX är en asteroid i huvudbältet som upptäcktes den 11 oktober 1993 av de båda japanska astronomerna Hiroshi Abe och Seidai Miyasaka i Yatsuka. Den är uppkallad efter Mutsumi Abe, fru till en av upptäckarna.
Asteroiden har en diameter på ungefär 11 kilometer.